# Vilhelm Boye
Vilhelm Christian Boye (født 28. juni 1837 i Helsingør, død 22. september 1896 i København) var en dansk arkæolog, søn af præsten og digteren Casper Johannes Boye.

## Baggrund
I 1848 blev Boyes far forflyttet til Garnisonskirken, hvor familien boede i Bredgade 29 til hans far døde af kolera i 1853. I nabolaget boede Niels W. Gade og Adam Oehlenschläger, og i samme ejendom som Boyes i flere år J.J.A. Worsaae. Det kan være Worsaae, der senere introducerede Boye til kredsen omkring C.J. Thomsen og Museet for de nordiske oldsager. Han var student fra Borgerdydskolen på Christianshavn 1855.
Boye var fra sin tidlige ungdom interesseret i dansk arkæologi. Han studerede ved Museet for de nordiske oldsager, og i oktober 1857 foretog Boye en af sine første udgravninger af en bronzealderhøj, Loholm ved Smørumnedre mark. Dateringen gav ham en del problemer, men ved en sammenlignende studie af bronzealderens begravelsesritualer kom han frem til, at graven viste ligheder med den periode.

## Bevis for bronzealderens to perioder
Boye blev af C.J. Thomsen valgt til udgiver af Oplysende Fortegnelse over de Genstande i Museet, der er forarbejdede af eller prydede med ædle Metaller (1859), et arbejde, som fik økonomisk støtte af Vedel Simonsen. Boye foretog forskellige udgravninger omkring i landet for museet (jvfr. Oldskriftselskabets tidsskrifter). I 1859 var der gjort gravfund i Hullehøj ved Kjeldbymagle på Møn. Hullehøj var ment at skulle sprænges, men Hother Hage fik planerne standset og tilkaldt Boye i tide. Der var på det tidspunkt allerede fundet tre urner og nogle bronzesager, deriblandt et miniaturesværd og en ragekniv.
Boyes udgravning af Hullehøj afslørede stensatte begravelser længst nede i gravhøjen, mens brandgrave lå øverst i højen. For første gang kunne bronzealderen bevisligt inddeles i to perioder, som det tidligere var blevet foreslået: Tiden med kistebegravelser og en yngre periode, hvor de døde blev brændt.
Han var frivillig i anden slesvigske krig i 1864 og deltog i slagene på Dybbøl og Als.
Da han ikke opnåede nogen officiel stilling ved museet efter Thomsens død, søgte han sit erhverv i forskellig virksomhed og opholdt sig i flere år i Haderslev som journalist ved Danevirke.
I 1879 ægtede han Mimi Drachmann, datter af professor Andreas Georg Drachmann i første ægteskab. Efter at være vendt tilbage til København, blev han i 1880 biblioteksassistent i Athenæum, og i 1885 tillige assistent ved Museet for de nordiske oldsager.
Ved reorganisationen 1892 blev han tilknyttet Nationalmuseets II (historiske) afdeling. Han udførte en række arkæologiske undersøgelser i marken, som i sommeren 1888 udgravningen af Maglehøj på hjørnet af Maglehøjvej og Ådalsvej i Frederikssund. Boye udgravede dog kun højens midte, hvor der blev fundet en mindre kiste, 39 x 63 cm, bestående af opretstående flade sten i en rektangulær form, med en stor sten som overligger. Stenkisten var forseglet med sand og grus og et tykt lag bændeltang fra Roskilde Fjord, og en dynge stenblokke udenpå. Efter omkring 3.200 år var graven stadig helt fri for nedfaldet jord. På højen fandtes en væltet, 1,25 meter lang bautasten. Egekisternes tid var ved at være forbi, i stedet blev den afdøde brændt. Den døde kvindes bæltedåse rummede en del amuletter, vel til brug ved magiske ritualer. Dyreresterne repræsenterede dyr fra bronzealdermyten om solrejsen - slange, fugl og hest.
I september 1893 fik Boye meddelelse om, at man ved anlæggelsen af en vej langsmed stranden ved Henriksholm var stødt på en gravhøj. Da Boye ankom, var oldsagerne allerede taget op. Graven, der var fra ældre bronzealder, indeholdt et bronzesværd med guldbelægning på grebet og flere småting. Sydøst for denne grav fandtes en mindre stensat brandgrav, indeholdende nogle medtagne bronzesager (dolk, bæltehage, kniv), samt en ildslagningssten af flint.
Han har skrevet en række mindre afhandlinger og lejlighedsarbejder, samt Fund af Egekister fra Bronzealderen, udgivet i 1896.
Boye er begravet på Søllerød Kirkegård.